# Jim McMillin
James Burge „Jim“ McMillin (* 8. März 1914 in Seattle, Washington; † 22. August 2005 in Bremerton, USA) war Olympiasieger im Rudern bei den Olympischen Spielen 1936 in Berlin. Er war Mannschaftskapitän des siegreichen US-Achters.
Er machte seinen Abschluss an der Seattle’s Queen Anne High School und begann anschließend ein Ingenieurstudium an der University of Washington (UW). McMillin war der mit 2 m Körpergröße größter Mann und Mannschaftskapitän im US-Achter, der bei den Olympischen Spielen 1936 in Berlin die Goldmedaille im 2000-m-Rennen gewann. Die Mannschaft kämpfte sich während des Rennens vom letzten Platz bis auf den Siegerplatz vor und gewann mit 0,6 Sekunden Vorsprung. 70.000 Besucher sahen den Sieg vor Italien und Deutschland auf der Regattastrecke Berlin-Grünau. Die gesamte Mannschaft, die „Huskies“ genannt, wurde von der University of Washington gestellt.
In seiner Ruderkarriere gewann McMillin eine IRA Bronzemedaille, drei IRA Goldmedaillen sowie die olympische Goldmedaille. McMillin wurde Coach der Rudermannschaft des Massachusetts Institute of Technology (MIT) und arbeitete bei Boeing als Ingenieur. Er lebte seit 1958 auf Bainbridge Island.